# Lá cờ Hawaii
Lá cờ Hawaiʻi (tiếng Hawaiian: Ka Hae Hawaiʻi) từng là quốc kỳ của Vương quốc Hawaiʻi vào đầu thế kỷ 19 và tiếp nay là lá cờ của Tiểu bang Hawaiʻi. Đây là lá cờ tiểu bang trực thuộc Hoa Kỳ duy nhất có hình của quốc kỳ nước ngoài, cụ thể là quốc kỳ Vương quốc Anh, thể hiện mối bang giao lịch sử giữa Vương quốc Hawaiʻi và Hải quân Hoàng gia Anh và cụ thể là tâm lý thân Anh của Vua Kamehameha I, quốc vương tiên khởi nước Hawaiʻi.
Lá cờ Hawaii là một trong những lá cờ dễ nhận biết và mang tính biểu tượng nhất trong số các lá cờ tiểu bang trực thuộc Hoa Kỳ; nó được các nhà kỳ học đánh giá cao về mặt thiết kế và tính thẩm mỹ. Tám sọc ngang của lá cờ tượng trưng cho 8 hòn đảo lớn của quần đảo Hawaiʻi; các màu của những đường sọc ngang không có ý nghĩa tượng trưng cách chính thức, tuy nhiên người ta suy đoán rằng các màu sắc trên phản ánh biểu tượng của một số vương quốc khác thuộc vùng Polynesia cũng như quốc kỳ của những cường quốc ngoại bang đầu tiên đặt chân đến quần đảo Hawaiʻi, đó là Hoa Kỳ, Anh, Nga và Pháp.

## Thiết kế

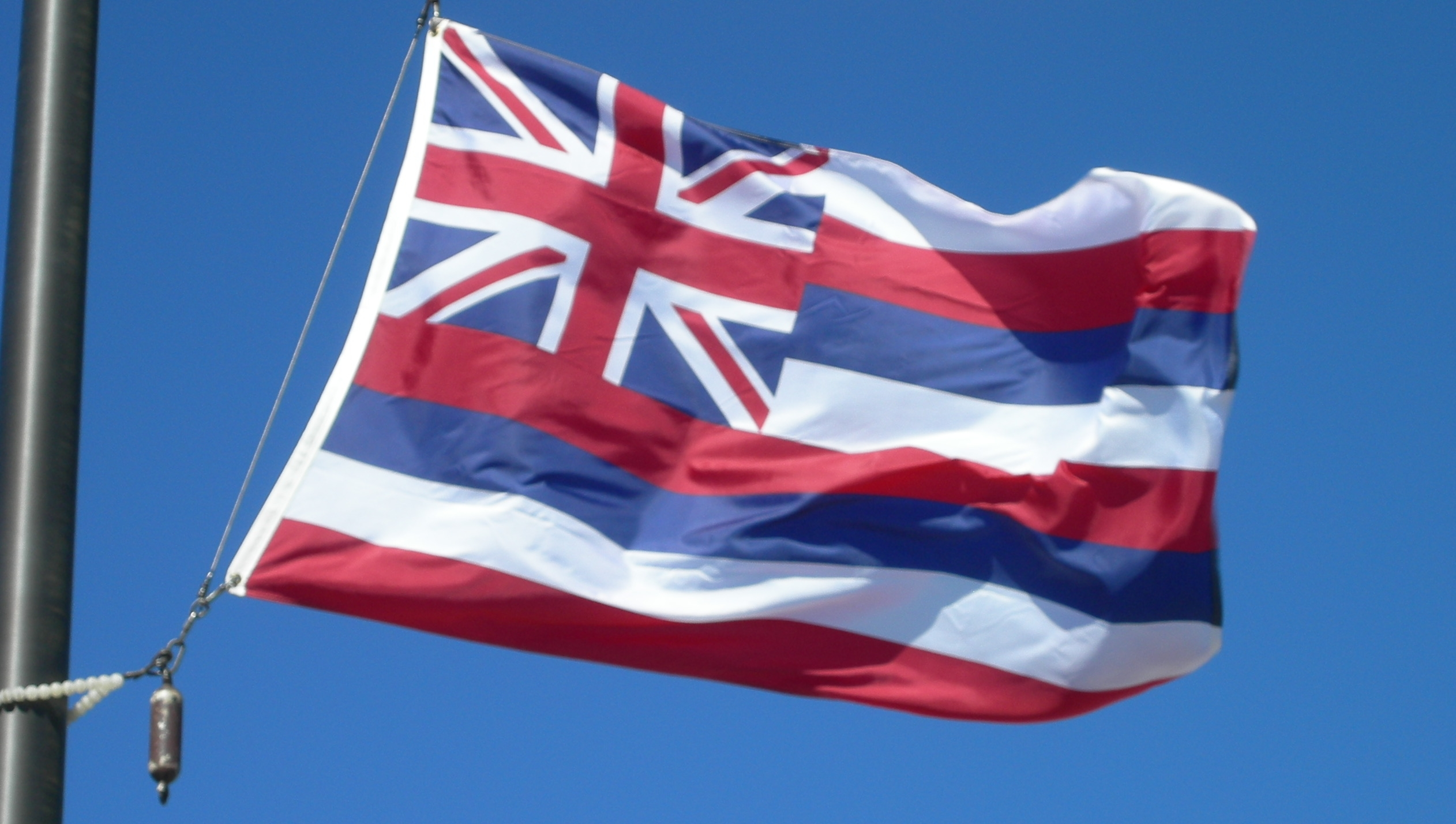
Lá cờ Hawaii tung bay tại Vườn quốc gia Haleakalā

Phía trên bên trái của mặt trước lá cờ Hawaiʻi là quốc kỳ Vương quốc Anh. Nền lá cờ có 8 sọc ngang tượng trưng 8 hòn đảo chính của Hawaiʻi (bao gồm Hawaiʻi, Maui, Kahoʻolawe, Lānaʻi, Molokaʻi, Oʻahu, Kauaʻi, and Niʻihau). Những phiên bản khác của lá cờ chỉ có 7 sọc nằm ngang, có lẽ tượng trưng cho 7 hòn đảo lớn ngoại trừ đảo Kahoʻolawe hoặc là đảo Niʻihau. Màu sắc của các sọc ngang từ trên xuống dưới đi theo trật tự sau: trắng, đỏ, xanh nước biển, trắng, đỏ, xanh nước biển, trắng, đỏ. Chúng được tiêu chuẩn hóa vào năm 1843. Bên cạnh lá cờ tiêu chuẩn, một số phiên bản của lá cờ với tổ hợp màu sọc ngang khác cũng thỉnh thoảng được sử dụng.
Vào năm 2001, Hiệp hội Kỳ học Bắc Mỹ đã thực hiện một khảo sát và cho biết lá cờ Hawaii xếp hạng thứ 11 trên tổng số 72 lá cờ của các tiểu bang Hoa Kỳ, các tỉnh, tỉnh bang và lãnh thổ thuộc Canada về tiêu chí chất lượng thiết kế.

Mặc dù lá cờ trông có vẻ giống như lá cờ của các Lãnh thổ hải ngoại thuộc Anh, tuy nhiên trên lá cờ Hawaiʻi, quốc kỳ Vương quốc Anh nằm ở phía trên bên trái của mặt trước lá cờ có tỷ lệ 4:7, và các màu sắc được dùng trên lá cờ này cũng được ấn định bằng tiêu chuẩn khác.

Lá cờ Hawaiʻi chính thức
Lá cờ Hawaiʻi không chính thức, với màu sắc tương tự với màu của quốc kỳ Vương quốc Anh, và tỷ lệ của quốc kỳ Vương quốc Anh trên lá cờ này là 1:2

## Lịch sử
Có nhiều cách kể chuyện lịch sử của Ka Hae Hawaii. Một cách giải thích rằng Vua Kamehameha I treo cờ Vương quốc Anh của hạm trưởng người Anh George Vancouver để biểu hiện tình hữu nghị với Quốc vương George III. Một cố vấn của Kamehameha bảo là quốc kỳ đó có thể kéo Hawaiʻi vào xung đột quốc tế, tại vì nước khác có thể tưởng Hawaii đồng minh với Vương quốc Anh. Kamehameha kéo cờ xuống tại nhà vua. Tuy sự chính xác bị tranh cãi, có truyện kể rằng về sau, để nhân nhượng người Mỹ tại Hawaiʻi trong thời Chiến tranh 1812, quốc kỳ Hoa Kỳ được bay trên nhà Kamehameha và bị dời ngay khi sĩ quan Anh trong triều đình Kamehameha phản đối sôi nổi. Chuyện này giải thích tại sao lá cờ Hawaii về sau cố tình hỗn hợp quốc kỳ của hai nước này. Một lý do nữa là, trong thời Định mệnh Hiển nhiên (Manifest Destiny) tại Hoa Kỳ, và khi Hawaii bị Vương quốc Anh tiếp quản một ngày, lá cờ này được sử dụng để cho rằng Hawaii là quốc gia độc lập. Phần của hai quốc kỳ được nối thành một để cho rằng Hawaii không sẽ bị tiếp quản.

Cờ thống đốc Hawaii

Năm 1816, Kamehameha đặt làm cờ này để tránh xung đột. Nhà lịch sử cho Ka Hae Hawaii là do một sĩ quan trong Hải quân Hoàng gia Anh, dựa trên lá cờ hải quân Anh. Tên sĩ quan này bị tranh cãi: có người cho là Alexander Adams; có người cho là George Beckley. Khác với cờ Anh được treo bởi Kamehameha lần đầu tiên, phía tên bên trái có bốn đường chéo thêm vì Vương quốc Anh đã trở thành Vương quốc Liên hiệp Anh và Bắc Ireland. Cờ đầu tiên có sọc màu đỏ-trắng-xanh, có thể do một số cờ trong lịch sử Anh. Tuy nhiên, có người cho rằng các màu này do quốc kỳ Mỹ. Vì lầm lẫn, cờ được sử dụng trong buổi treo cờ chính thức đầu tiên xếp màu theo thứ tự trắng-đỏ-xanh. Số sọc cũng thay đổi: ban đầu, lá cờ chỉ có bảy sọc, nhưng vào năm 1845 một sọc được thêm vào.
Hai quốc gia đầu tiên công nhận Ka Hae Hawaii chính thức là Vương quốc Anh và Pháp. Hoa Kỳ và Nhật Bản theo sau. Năm 1990, Thống đốc Hawaii John D. Waihee III tuyên bố ngày 31 tháng 7 là Ngày Ka Hae Hawaii.